# Willesden Green (métro de Londres)
Willesden Green (en anglais : Willesden Green tube station ou Willesden Green Underground Station), est une station de la ligne Jubilee du métro de Londres, en zone 2 et 3 Travelcard. Elle est située sur Walm Lane, à Willesden, sur le territoire du borough londonien de Barnet, dans le Grand Londres.

## Situation sur le réseau
La station Willesden Green de la ligne Jubilee du métro de Londres est située entre la station Dollis Hill, en direction du terminus Stanmore et la station Kilburn en direction du terminus Stratford. Elle dispose de quatre quais (dont un central) numérotés : 1, 2-3 et 4. Les quais 2 et 3 sont utilisés par la ligne Jubilee et les quais 1 et 4, desservis par la ligne Metropolitan, sont inutilisés. (Cette situation reflète celle de la station de Neasden). 

Plans, de la ligne, du métro et des réseaux de Londres
Jubilee Line.
Métro.
Réseaux de Londres.

## Histoire
La station Willesden Green est mise en service le 24 novembre 1879, lors de la mise en service du tronçon depuis la station de West Hampstead. Le tronçon suivant vers 
Harrow on the Hill est ouvert le  2 août 1880.

## Services aux voyageurs

### Accès et accueil
L'entrée principale de la station est située sur la Walm Lane, à Willesden.

### Desserte
La station Willesden Green est desservie par des rames de la ligne Jubilee du métro de Londres circulant sur la relation Stanmore  - Stratford.

Installations et Desserte
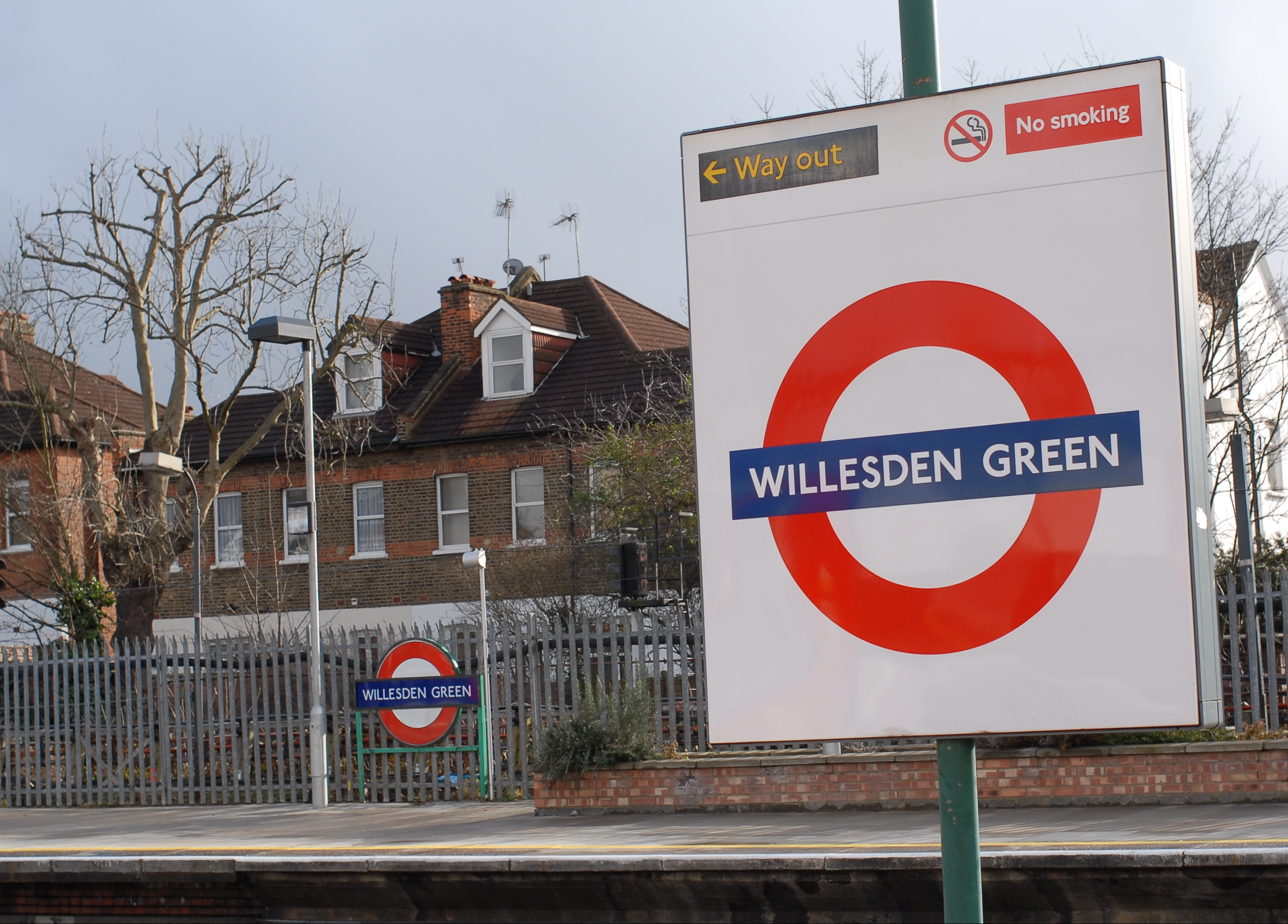
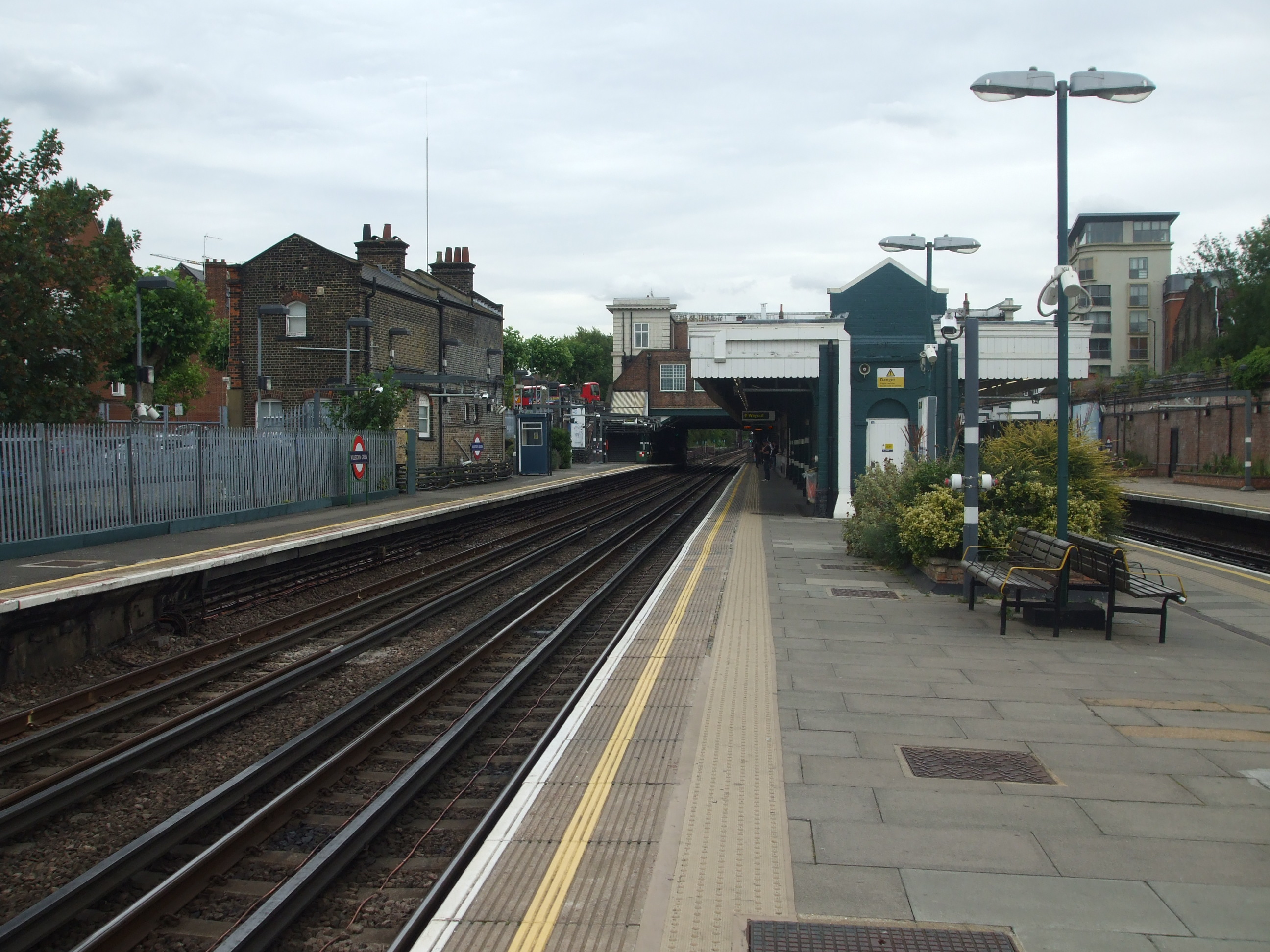
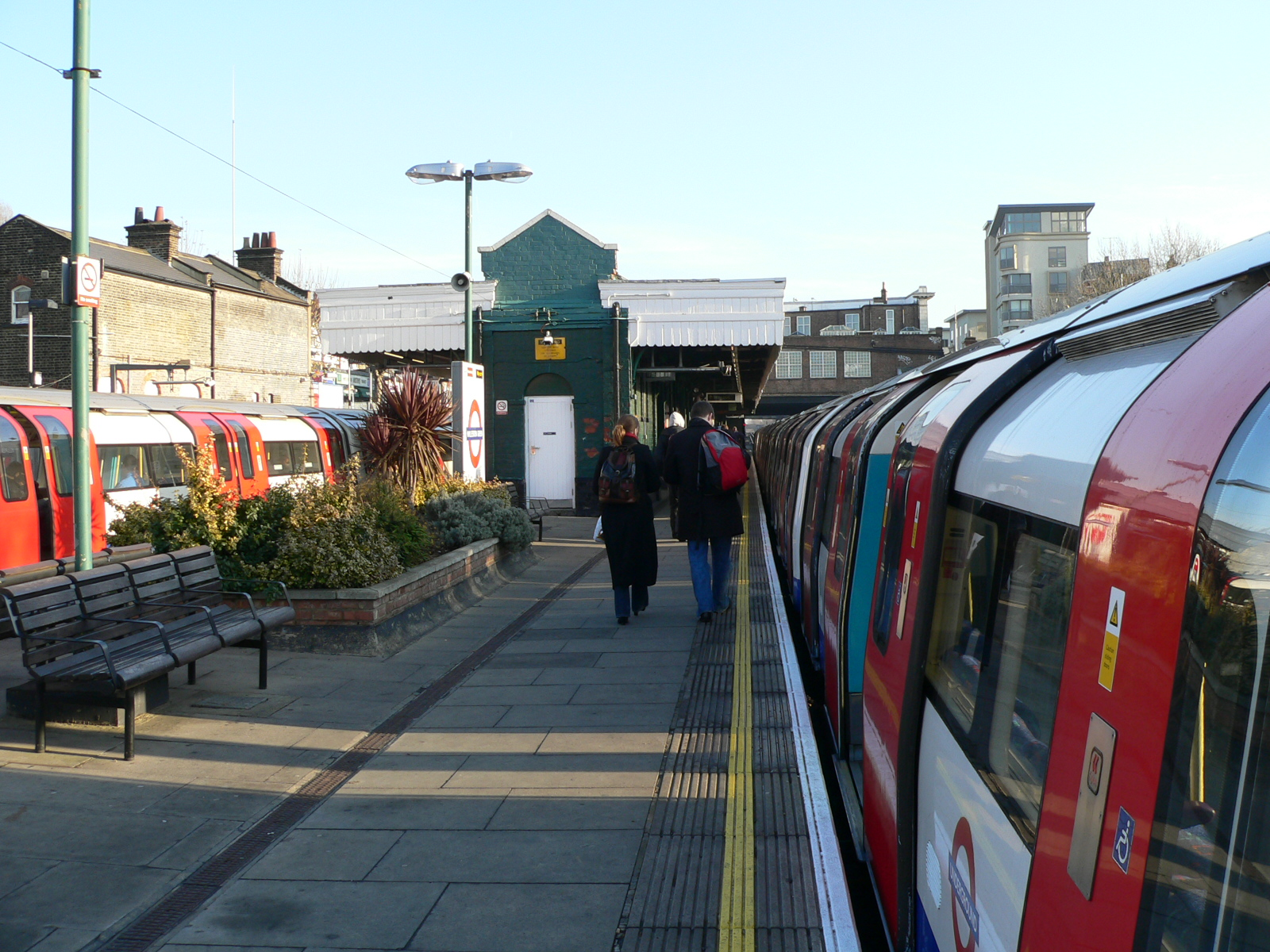
2005.

### Intermodalité
Elle est desservie par des autobus de Londres des lignes 260, 266, 460 et N266.

## À proximité
- Willesden